# Alejandra Sandoval
Alejandra Sandoval (Cali, 23. kolovoza 1980.), kolumbijska je glumica i model.

## Filmografija
- (2009.) - Verano en Venecia - Leticia Toledo (u mladim danima)
- (2009.) - Las muñecas de la mafia - Violeta
- (2008.) - Gospođa Barbara - Genoveva Sandoval
- (2007.) - Pura sangre - Lucía Velandia
- (2005.) - Juegos prohibidos - Sandra Cubides
- (2005.) - La Saga, negocio de familia
- (2004.) - Luna, sirena s Kariba - Alicia
- (2004.) - El ritmo de tu corazón - Paola

## Vanjske poveznice
- Alejandra Sandoval u internetskoj bazi filmova IMDb-u (engl.)